# تونال هيل
تونال هيل (بالإنجليزية: Tunnel Hill, Georgia)‏ هي مدينة تقع في مقاطعة ويتفيلد، جورجيا, مقاطعة كاتوسا، جورجيا بولاية جورجيا في الولايات المتحدة. تبلغ مساحة هذه المدينة 3.9 (كم²)، وترتفع عن سطح البحر 256 م، بلغ عدد سكانها 856 نسمة في عام 2010 حسب إحصاء مكتب تعداد الولايات المتحدة.

## أعلام
- ويليام هنري إيمرسون

## وصلات خارجية
- Cities & Counties - Georgia.gov